# 馬里亞姆皮利
49°2′18″N 24°51′9″E / 49.03833°N 24.85250°E
馬里亞姆皮利（羅馬化：Mariiampil）是烏克蘭西部伊萬諾-弗蘭科夫斯克州伊萬諾-弗蘭科夫斯克區杜比夫齊市鎮的村莊。該村始建於1378年，面積27.4平方公里，海拔高度224米，2001年人口1,015人。